# Hitlisten
Hitlisten, trước đây là Tracklisten, xuất bản các bảng xếp hạng âm nhạc chính thức ở Đan Mạch, câp nhật vào thứ năm hàng tuần trên website hitlisten.nu. Bảng xếp hạng đĩa đơn Track Top-40 gồm 40 bài hát bán chạy nhất dựa trên số lượt tải nhạc hợp pháp và doanh số đĩa đơn, bao gồm cả CD và đĩa than. Dữ liệu được thu thập bởi Nielsen Music Control, biên soạn bảng xếp hạng đại diện cho Liên đoàn Công nghiệp ghi âm Quốc tế IFPI.

## 1965–1993: Các bảng xếp hạng IFPI ban đầu
Bảng xếp hạng khởi đầu vào tháng 4 năm 1965 là một danh sách top 20 hàng tháng, biên soạn bởi Liên đoàn Công nghiệp ghi âm Quốc tế (IFPI) chi nhánh Đan Mạch và xuất bản trên vài tờ báo lớn của Đan Mạch.
Tháng 4 năm 1969 bảng xếp hạng trở thành bảng xếp hạng phát hành hàng tuần.

## 1993–2001: Nielsen Music Control và IFPI
IFPI Đan Mạch tiếp tục xuất bản các bảng xếp hạng đĩa đơn vào thập niên 1980 và 1990 dù không có nhiều đĩa đơn được tiêu thụ. Trước năm 1993, Đan Mạch là thị trường duy nhất ở vùng Scandinavia mà không có một bảng xếp hạng airplay chính thức và đáng tin cậy. Tháng 1 năm 1993, Music & Media thông báo rằng IFPI Đan Mạch đang tiến hành việc xuất bản một bảng xếp hạng airplay quốc gia thông qua sự hợp tác với AC Nielsen. Từ năm 1993, các bảng xếp hạng của Đan Mạch được biên soạn bởi Nielsen Music Control (tiền thân là AC Nielsen).

## 2001–2007: Hitlisten
Các bảng xếp hạng Hitlisten gồm Single Top-20 và Download Top 20 được khởi động lại ngày 1 tháng 1 năm 2001 và là bảng xếp hạng âm nhạc dựa trên doanh số chính thức của Đan Mạch đến cuối tháng 10 năm 2007.

## 2007–nay: Tracklisten/Hitlisten
Tracklisten được thiết lập ngày 2 tháng 11 năm 2007 thay thế các bảng xếp hạng Hitlisten bị ngưng phát hành trước đó vào cuối tháng 10 năm 2007. Bảng xếp hạng dưới sự bảo hộ của IFPI Đan Mạch và gồm 3 bảng xếp hạng:
- Track Top-40 (dành cho đĩa đơn)
- Album Top-40 (dành cho album)
- Streaming Top-20 (dành cho đĩa đơn)

Hitlisten cũng tiếp tục xuất bản một số bảng xếp hạng chuyên biệt khác như: Compilation Top-10, Bit Album Top-20, Bit Track Top-20, Ringtoner Top-10, Airplay Top-20, Musik DVD Top-10, Entertainment DVD Top-10, TV-serie DVD Top-20...
Tracklisten cũng cập nhật các dữ liệu của họ từ tuần 1 năm 2007, do đó tạo ra sự khác nhau giữa các bài hát quán quân giữa Hitlisten và Tracklisten trong khoảng thời gian từ 1 tháng 1 đến 2 tháng 11 năm 2007 (tuần 1 đến tuần 42 năm 2007).